# Ben Chifley
Joseph Benedict "Ben" Chifley, född 22 september 1885 i Bathurst i New South Wales, död 13 juni 1951 i Canberra, var en australisk politiker som var landets 16:e premiärminister.

## Biografi
Ben Chifley föddes den 22 september 1885 i Bathurst i New South Wales som son till en smed. Vid fem års ålder togs Chifley till en släktings bondgård i Limekiln, ungefär 26 kilometer från Bathurst, där han skulle hjälpa till med bondgårdsarbetet. Vid släktens död januari 1899 flyttade Chifley tillbaka till Bathurst där han gick i skolan Patrician Brothers High School. Efter cirka ett års utbildning i Bathurst tog Chifley ett jobb i en affär och sen vid ett garveri.
I september 1903 började Chifley sitt tredje jobb, en anställning hos järnvägsbolaget New South Wales Government Railways i Bathurst. Sex år senare blev Chifley eldare och i juli 1913 blev han lokförare. Chifley gifte sig den 6 juni 1914 med Elizabeth Gibson Chifley i Glebe, som är en förort till staden Sydney. Under sin järnvägsanställning blev Chifley en aktiv medlem i fackföreningen Federated Engine Driver's and Firemen’s Association of Australasia och även politiska partiet Australiens arbetarparti.
I augusti 1917 strejkade Chifley och många andra järnvägsanställda i New South Wales. Vid slutet av strejken, som pågick i sex veckor, nekades Chifley anställning i början innan han återtogs till järnvägsanställning dock som eldare istället för lokförare. Till slut blev Chifley lokförare igen. Efter strejken var Chifley också inblandad i återuppbyggandet av järnvägsfackföreningen i Bathurst.